# Бражник жимолостевий
Бражник жимолостевий (Hemaris fuciformis) — вид лускокрилих комах родини бражникових (Sphingidae).

## Поширення
Вид поширений в Європі, Північній Африці, Середній та Східній Азії.

## Опис
Розмах крил становить 38–48 міліметрів. Як і інші види роду Hemaris, дуже схожий на джмеля. Дві пари крил переважно прозорі. Зовнішній край передніх крил червонувато-бурого кольору, особливо до кінчика крил, а на задніх також є такий поділ. Жилки крил також червонувато-коричневі.

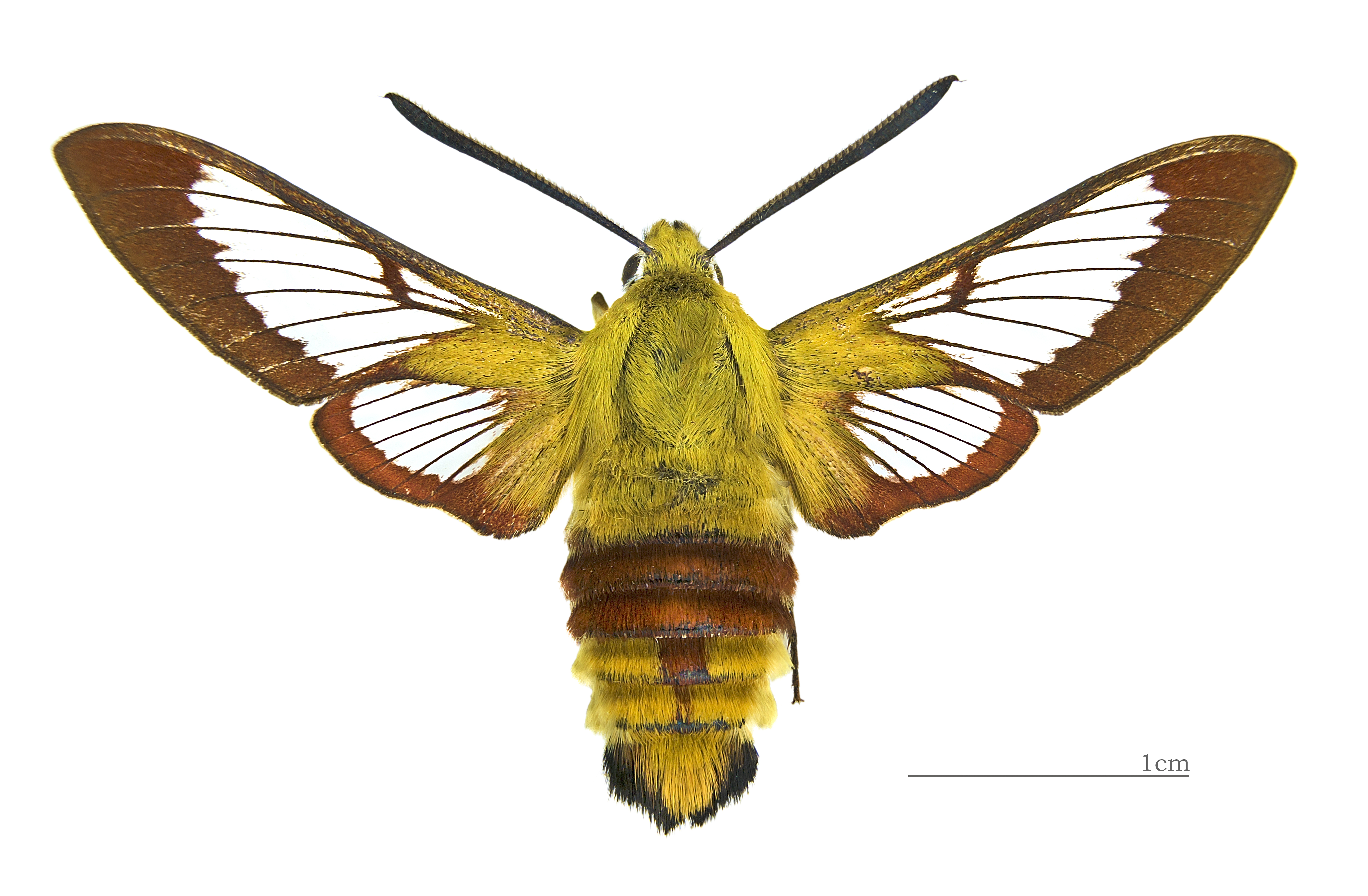
♂
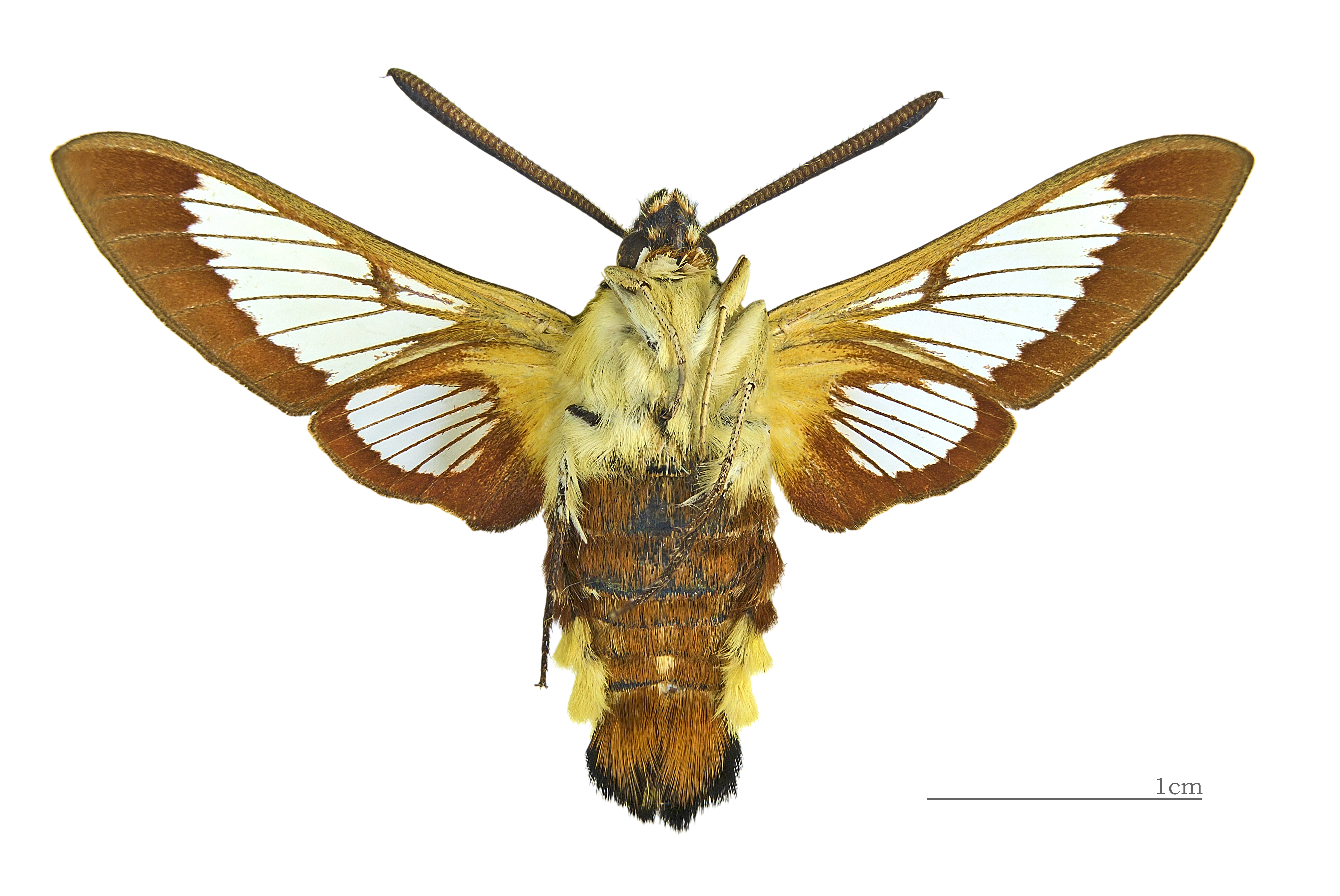
♂ △
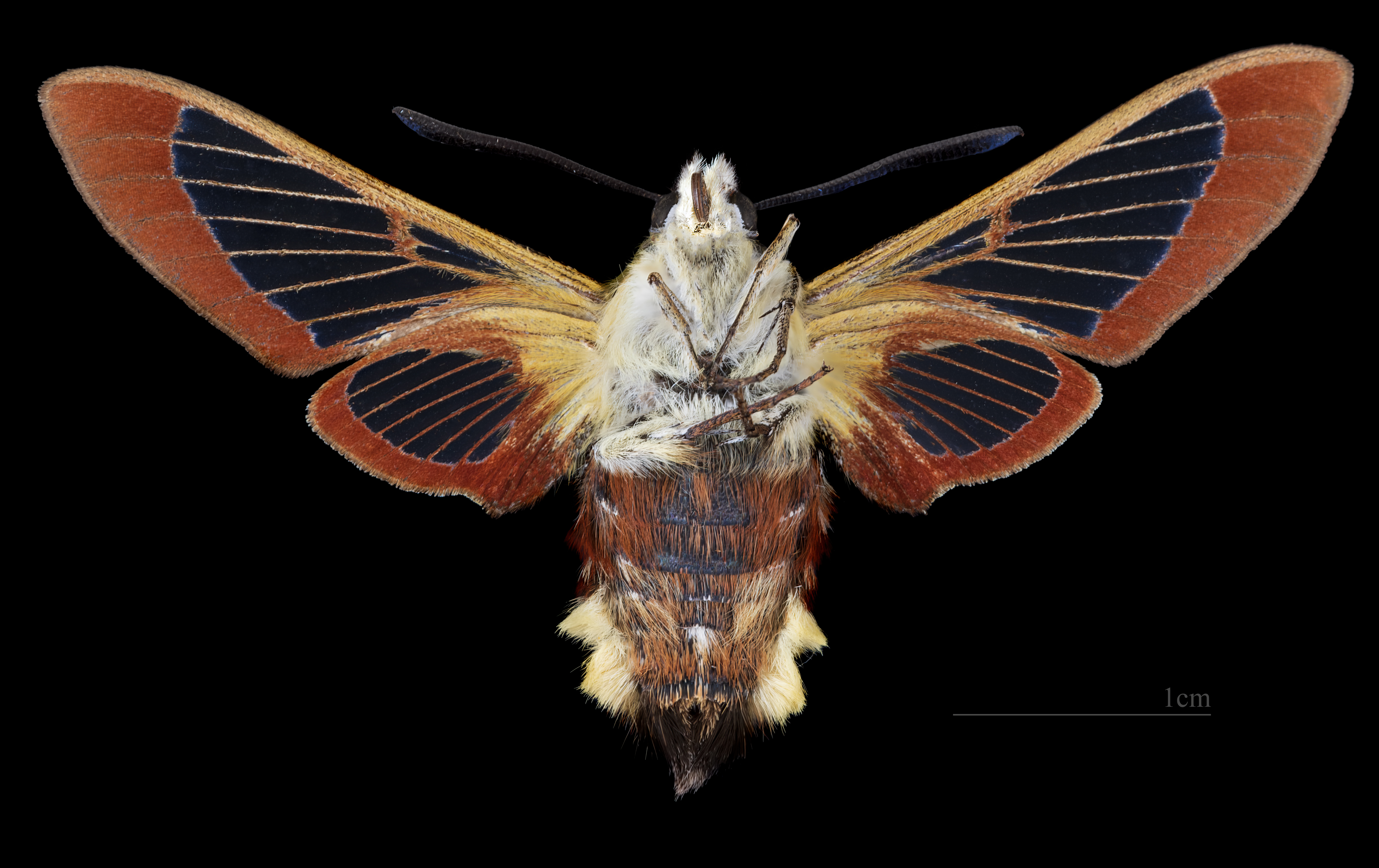
♀
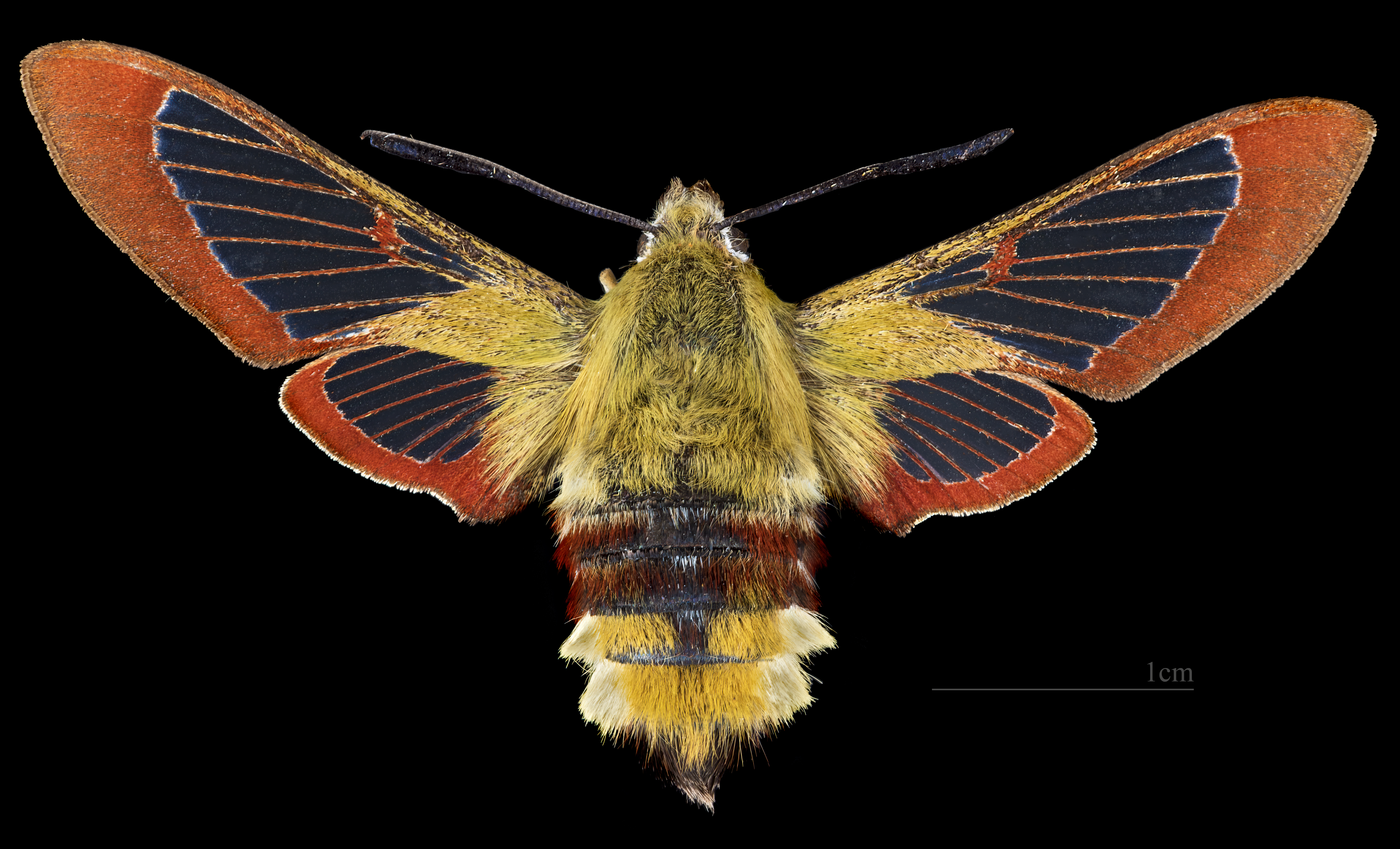
♀ △
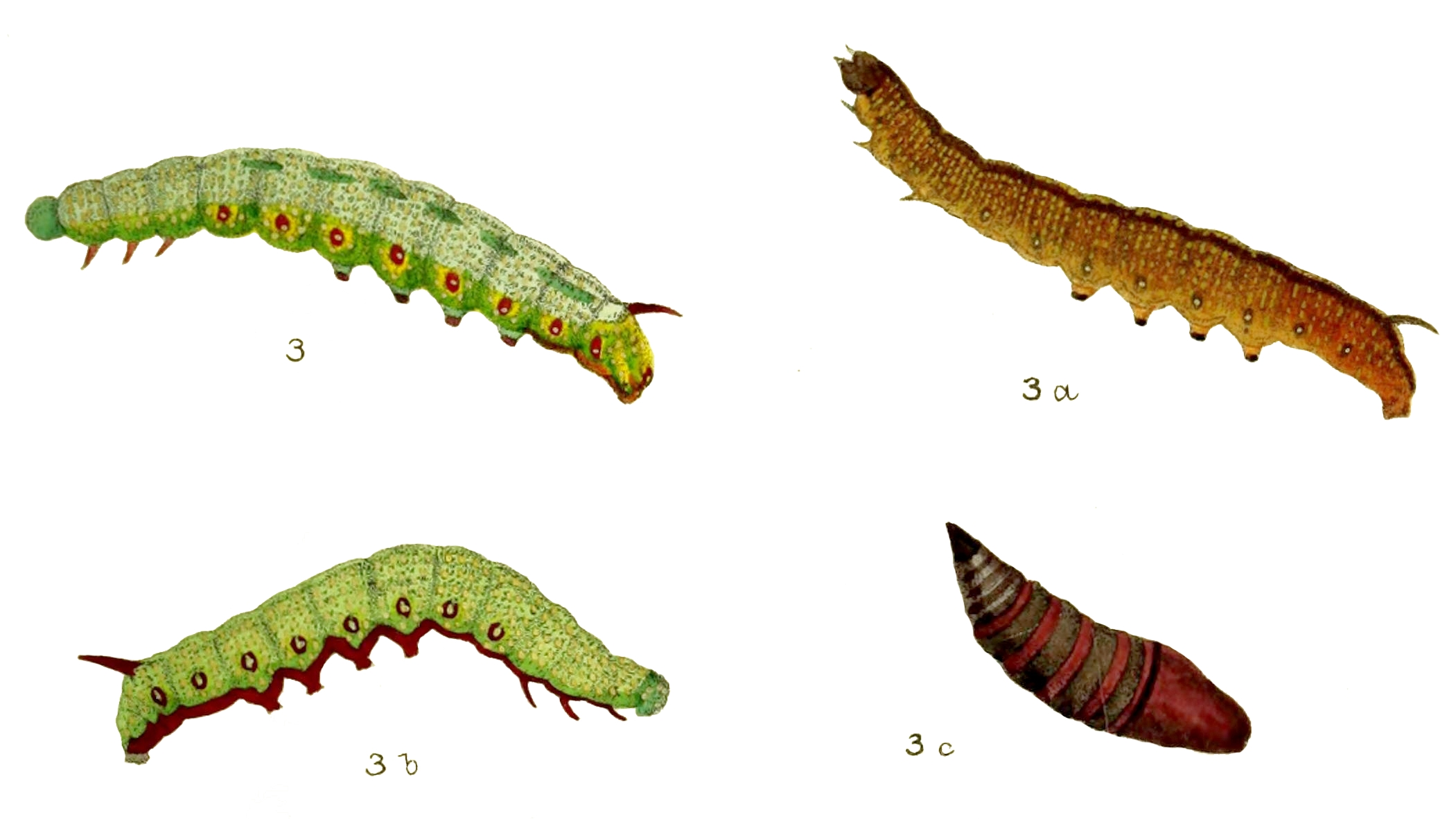
Три личинкові стадії та лялечка

## Спосіб життя
Мотиль літає з квітня по вересень залежно від місця розташування. Личинки харчуються жимолостью і підмаренником.

## Підвиди
- Hemaris fuciformis fuciformis
- Hemaris fuciformis pseudodentata Dubatolov, 2003 (гори Копетдаг)[2]